# Sesto Marelli (métro de Milan)
Sesto Marelli est une station de la ligne 1 du métro de Milan, située à la limite communale entre Milan et Sesto San Giovanni.